# Baibai jezik
Baibai jezik (ISO 639-3: bbf), jedan od dva jezika skupine fas, porodice Kwomtari-Baibai, danas klasificirana široj porodici arai-kwomtari, kojim govori 345 ljudi (2000) u provinciji Sandaun (distrikt Amanab) u Papui Novoj Gvineji.
Nekada je činio podskupinu baibai, koja je obuhvaćala i jezik nai. Postoje četiri sela u kojima se ovaj jezik govori, to su: Itomi, Piemi, Baibai i Yebdibi

## Vanjske poveznice
- Ethnologue (14th)
- Ethnologue (15th)